# كاني طاير
كاني طاير (بالكردية: کانی تابر) هي إحدى القرى التابعة لـمرغور في ريف قسم سيلوانه من مقاطعة أرومية، في محافظة أذربیجان الغربیة الإيرانية.

## السكان
حسب إحصاءات سنة 2006، بلغ إجمالي السكان في كاني تابر 65 نسمة وعدد المساكن 10 مسكن. لغة سكان كاني تابر هي اللغة الكردية و هم من أهل السنة والجماعة والمذهب الشافعي.